# Seznam italijanskih inženirjev
Seznam italijanskih inženirjev.

## A
- Camillo Agrippa

## B
- Giotto Bizzarrini
- Ernesto Breda

## C
- Giovanni Antonio Capellaris
- Arturo Caprotti
- Giovanni Ceva
- Fermo Corni?
- Guido Corni?
- Edoardo Cosenza

## F
- Federico Faggin
- Galileo Ferraris

## M
- Guglielmo Marconi
- Ernesto Maserati
- Felice Matteucci
- Roberto Merletti
- Riccardo Morandi

## P
- Eugenio Pantaleo
- Pietro Fontana (inženir)

## R
- Emanuele Ruspoli

## S
- Guido Semenza

## T
- Niccolò Fontana Tartaglia